# Protorhoe noacki
Protorhoe noacki är en fjärilsart som beskrevs av Max Wilhelm Karl Draudt 1935. Protorhoe noacki ingår i släktet Protorhoe och familjen mätare. Inga underarter finns listade i Catalogue of Life.